# Лас-Марисмас
Лас-Мари́смас (Мари́смас; исп. Las Marismas) — солоноватоводные приморские болота Андалусской низменности на юге Испании. Располагаются к юго-западу от Севильи, простираясь вдоль нижнего течения Гвадалквивира вплоть до дюн побережья Кадисского залива.
Часть болот находится в пределах особо охраняемых природных территорий, в том числе национального парка Доньяна, часть — подверглись осушению и используются как сельскохозяйственные земли.